# Spaceborne
Spaceborne ist ein US-amerikanischer Kurzfilm aus dem Jahr 1977, der für einen Oscar nominiert war.

## Inhalt
Es werden originale Filmaufnahmen gezeigt, die von Astronauten der NASA während ihrer Missionen gemacht worden sind. Untermalt von Musik ist auch der Funkverkehr der Astronauten mit der Bodenkontrollstation zu hören, ebenso wie auch ihre Gespräche untereinander Teil des Films sind.

## Produktion, Veröffentlichung
Der Regisseur und Produzent des Films, Philip M. Dauber (* 1942), ist ein promovierter Physiker, der am Lawrence Berkeley National Laboratory tätig war. Die Produktion des Films wurde von der Lawrence Hall of Science in Berkeley unterstützt und finanziell durch die National Endowment for the Arts und TRW Corporation gefördert.
Die Premiere von Spaceborne fand im Oktober 1977 auf dem Chicago International Film Festival statt.

## Auszeichnung
1978 wurde der Film in der Kategorie „Bester Kurzfilm“ für den Oscar nominiert.